# My Point of View
Albums de Herbie Hancock
Takin' Off
(1962) Inventions and Dimensions
(1963)
My Point of View est le deuxième album du pianiste américain et compositeur de jazz Herbie Hancock.

## Historique
Sur son premier album Takin' Off Herbie Hancock, âgé à peine de 22 ans, s'était entouré des pointures Freddie Hubbard à la trompette  et Dexter Gordon au saxophone. Sur ce deuxième album il joue avec Donald Byrd, Hank Mobley et le tout jeune Tony Williams à la batterie. Deux mois plus tard Hancock et Williams rejoindront le quintet de Miles Davis.
Le disque comprend cinq compositions originales qui couvrent un spectre plus large que celles de Takin' Off. Le titre phare de l'album Blind Man, Blind Man rappelle par son swing le tube Watermelon Man de l'album précédent. Herbie Hancock tentait de réitérer ce succès de Takin' Off.

## Titres
Toute la musique est composée par Herbie Hancock.
| No | Titre                                      | Durée |
| -- | ------------------------------------------ | ----- |
| 1. | Blind Man, Blind Man                       | 8:19  |
| 2. | A Tribute to Someone                       | 8:45  |
| 3. | King Cobra                                 | 6:55  |
| 4. | The Pleasure Is Mine                       | 4:03  |
| 5. | And What If I Don't                        | 6:35  |
| 6. | Blind Man, Blind Man (version alternative) | 8:21  |

## Musiciens
- Herbie Hancock – piano
- Donald Byrd – trompette
- Grachan Moncur III – trombone
- Hank Mobley – saxophone ténor
- Grant Green – guitare
- Chuck Israels – contrebasse
- Tony Williams – batterie